# SiteMesh
SiteMesh是OpenSymphony开发的一个Java Web应用程序开发框架。 
据OpenSymphony介绍，SiteMesh： 
- 是一个Web页面布局、装饰以及与现有Web应用整合的框架。有助于在由大量页面构成的项目中创建一致的页面布局和外观、一致的导航条、一致的布局方案等。
- 截取对Web服务器的任何静态或动态页面的请求，解析页面，从内容中获得属性和数据，生成对原页面进行修改后的最终页面——基于装饰模式
- 此外可以以面板（Panel）的形式，将完整的HTML页面包含在另一个页面中——类似于服务器端包含（英语：Server Side Includes）。使用此功能，可以非常快速和有效的建立门户网站类型的Web站点。这基于知名的组合模式（英语：Composite pattern）。
- 基于Java 2的Servlet、JSP和XML技术。这使它在Java EE应用中很好用，而它也可以与非Java的服务器端Web体系结构集成，例如CGI（Perl/Python/C/C++等）、PHP和ColdFusion。
- 扩展性很强，可以很容易地为自定义需求的进行扩展。

## 许可证
SiteMesh使用修改自Apache许可证、并与Apache软件许可证完全兼容的OpenSymphony许可证。

## 原理
SiteMesh使用一个Servlet过滤器，它可以拦截返回的Web浏览器的HTML，提取相关内容，并将其合并到被称为装饰器（Decorator）的模板。

## 历史
SiteMesh最初是在1999年由Joe Walnes开发的。当时它使用的Servlet链——一项不属于标准Servlet规范，但被一些Servlet容器（如Orion Application Server）所支持的特性。 
2000年，Servlet规范2.3版的第一次公示版发布，其中包括了新增的Servlet过滤器——这提供了Servlet链的一个标准中的替代品。SiteMesh随即改用Servlet过滤器取代Servlet链。 
在此后不久，SiteMesh被决定作为开源软件发布。Joe Walnes和Mike Cannon-Brookes组建了OpenSymphony项目，用以提供Java EE组件的源码——其前两个项目便是SiteMesh和OSCache。 
这时，SiteMesh的有一个非常小的用户群，当中的许多人加入这个项目的开发。SiteMesh开始开源后没多久，Victor Salaman改写了其内部的HTML解析器，产生了1200％的性能提升。